# Alice Gast

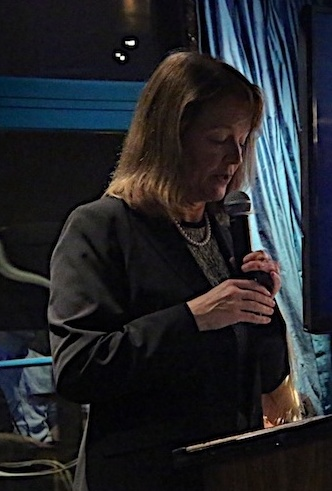
Alice Gast

Alice Petry Gast (* 25. Mai 1958 in Houston, Texas, USA) ist eine US-amerikanische Forscherin und Hochschullehrerin. Sie ist emeritierte Professorin für Chemieingenieurwesen und war die erste Präsidentin der Lehigh University und des Imperial College London.

## Leben und Werk
Gast ist die Tochter des Biochemikers Joseph Henry Gast und studierte Chemieingenieurwesen an der University of Southern California, wo sie 1980 als Jahrgangsbeste einen Bachelor of Science erwarb. Sie schloss ihre postgraduale Arbeit an der Princeton University ab und erhielt dort 1981 einen Master-Abschluss und promovierte 1984 in Chemieingenieurwesen. Sie verbrachte ein Postdoktorandenjahr im Rahmen eines NATO-Stipendiums an der École Supérieure de Physique et de Chimie Industrielles in Paris.
Von 1985 bis 2001 war sie Professorin für Chemical Engineering an der Stanford University und am Stanford Synchrotron Radiation Laboratory. Anschließend war sie bis 2006 Vizepräsidentin für Forschung, Associate Provost und Robert T. Haslam Chair in Chemical Engineering am Massachusetts Institute of Technology. Danach war sie als erste Frau von August 2006 bis August 2014 die 13. Präsidentin der Lehigh University und von 2014 bis 2022 die 16. Präsidentin des Imperial College London. Seit 2012 ist sie im Vorstand von Chevron tätig. Sie war US-Wissenschaftsgesandte für Zentralasien und Treuhänderin der King Abdullah University of Science and Technology in Saudi-Arabien.
Gast ist mit dem Informatiker Bradley J. Askins verheiratet, der sich auf die Leistung von großen Datenbanken und Computersystemen spezialisiert hat. Das Paar hat zwei Kinder.

## Auszeichnungen und Ehrungen (Auswahl)
- NAS Award for Initiatives in Research
- Colburn Award des American Institute of Chemical Engineers
- Camille and Henry Dreyfus Teacher Scholar Award[7]
- 1991: Guggenheim Fellowship[8]
- 1998: Humboldt-Forschungspreis
- 2002: Mitglied der American Academy of Arts and Sciences
- 2006: ACS Award in Colloid Chemistry[9]
- 2007: AAAS Fellow
- 2008: eine der 100 besten „Modern Era“-Ingenieure des Landes, American Institute of Chemical Engineers
- 2010: Ehrendoktorwürde der University of Western Ontario
- 2017: Fellow des City and Guilds of London Institute
- 2017: Ehrenprofessur der Tsinghua-Universität
- 2019: Fellow der Royal Academy of Engineering (FREng)

## Mitgliedschaften (Auswahl)
- National Academy of Engineering
- Académie des technologies
- American Physical Society
- American Chemical Society